# Episodi di Soko 5113 (decima stagione)
La decima stagione della serie televisiva Soko 5113 è stata trasmessa in anteprima in Germania dalla ZDF tra il 10 settembre 1992 e il 17 dicembre 1992.
| nº | Titolo originale              | Titolo italiano | Prima TV Germania | Prima TV Italia |
| -- | ----------------------------- | --------------- | ----------------- | --------------- |
| 1  | Wenn der Tod zweimal klingelt |                 | 10 settembre 1992 |                 |
| 2  | Der Verbrannte                |                 | 17 settembre 1992 |                 |
| 3  | Das Komplott                  |                 | 24 settembre 1992 |                 |
| 4  | Der Kuß des Vaters            |                 | 1º ottobre 1992   |                 |
| 5  | Jedes Rennen gegen den Tod    |                 | 8 ottobre 1992    |                 |
| 6  | Feuer im Herz                 |                 | 15 ottobre 1992   |                 |
| 7  | Der Schatten der Bosse        |                 | 22 ottobre 1992   |                 |
| 8  | Einer gegen alle              |                 | 29 ottobre 1992   |                 |
| 9  | Berber sterben einsam         |                 | 5 novembre 1992   |                 |
| 10 | Eine Sache unter Freunden     |                 | 12 novembre 1992  |                 |
| 11 | Das Wort eines Bullen         |                 | 19 novembre 1992  |                 |
| 12 | Für ein Gramm Heroin          |                 | 3 dicembre 1992   |                 |
| 13 | Timmers Traum                 |                 | 19 novembre 1992  |                 |
| 14 | Der Leibwächter               |                 | 10 dicembre 1992  |                 |
| 15 | Gefühle trügen nie            |                 | 17 dicembre 1992  |                 |